# 퇴뢱센트미클로시

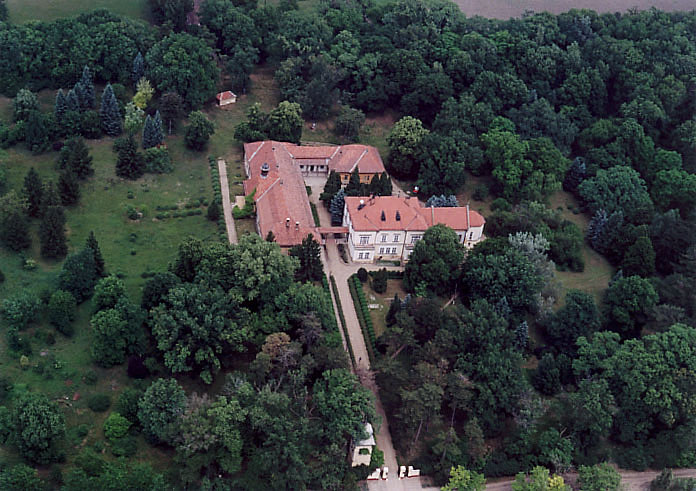
퇴뢱센트미클로시궁

퇴뢱센트미클로시(헝가리어: Törökszentmiklós)는 헝가리 야스너지쿤솔노크주에 위치한 도시로 면적은 185.16km2, 인구는 23,145명(2002년 기준), 인구 밀도는 125명/km2이다. 퇴뢱센트미클로시구의 구청 소재지이기도 하다.
1399년에 신성 로마 제국의 지기스문트 황제(헝가리의 지그몬드 국왕)의 헌장에 처음 등장했다. 1552년에 벌러센트미클로시성(Balaszentmiklós)이 오스만 제국 군대에 함락되면서 도시 이름에 헝가리어로 "튀르키예인"을 뜻하는 '퇴뢰크'(Török)가 붙게 되었다. 1685년에 파괴되었다가 점차 재건되었고 1738년에 시장 도시 지위를 부여받았다.

시기
시 문장